# Gregory Rusland
Gregory Allan Rusland (Paramaribo, 9 november 1959) is een Surinaams politicus. Hij was van 2005 tot 2010 minister van Natuurlijke Hulpbronnen en is sinds 2025 vicepresident van Suriname.

## Biografie

### Achtergrond en studie
Gregory Rusland is een zoon van Onderwijsdirecteur, minister en vakbondsleider Harold Rusland. Hij is getrouwd en samen hebben ze een zoon en dochter.
Nadat hij in 1982 afstudeerde in Agrarische Productie aan de Anton de Kom Universiteit, studeerde hij verder in hetzelfde vakgebied vijf jaar verder aan de Universiteit van Florida. Hier behaalde hij in 1984 zijn master en in 1987 zijn doctorstitel. Begin jaren 1990 volgde hij nog een managementstudie in Florida en Washington.

### Universiteit en bestuurder
In 1987 begon hij als docent aan de Anton de Kom Universiteit. Van 1991 tot 1997 was hij daarnaast secretaris van de Vereniging voor Wetenschappelijk Personeel van de universiteit en van 1991 tot 1996 tevens secretaris van het bestuur van de Faculteit der Technologische Wetenschappen. Van 1996 tot 1997 zat hij in het stichtingsbestuur van het Centrum voor Landbouwkundig Onderzoek in Suriname (CELOS). In 2000 werd hij ondervoorzitter van het bestuur van de Stichting Machinale Landbouw en datzelfde jaar volgde hij Wilfried Roseval op als voorzitter van het universiteitsbestuur. Daarnaast oefende hij nog verschillende andere bestuursfuncties uit, zoals voorzitter van het garnalenbedrijf COMAS en van het Caribbean Development Institute (CDI), en ondervoorzitter van Stichting Machinale Landbouw (SML).

### Minister
Van 2005 tot 2010 maakte hij deel uit van het derde kabinet-Venetiaan als minister van Natuurlijke Hulpbronnen. In juli 2010 was hij namens de Nationale Partij Suriname (NPS) kandidaat voor het vicepresidentschap van Suriname, maar Robert Ameerali behaalde meer stemmen in het parlement. Sinds 2001 is hij lid van de Rotary Club van Paramaribo Centrum.

### NPS
Sinds 1999 was Rusland lid van het wetenschappelijke bureau JAPIN en van 2003 tot 2012 lid van de Adviesraad van de NPS. Sinds 17 juni 2012 is hij de voorzitter van de partij. Hij volgde Ronald Venetiaan op, die sinds 1993 voorzitter was geweest.
Hij was lijsttrekker tijdens de verkiezingen van 2015, 2020 en 2025.

### Vicepresident
Op 6 juli 2025 werd hij in De Nationale Assemblée gekozen tot vicepresident van Suriname. Op 16 juli 2025 werd hij geïnstalleerd. Als vicepresident is hij voorzitter van de raad van ministers van het kabinet-Simons.
- International Standard Name Identifier: 0000 0004 2331 2728
- Nederlandse Thesaurus van Auteursnamen: 370109147
- Virtual International Authority File: 305835719
- WorldCat: E39PBJx8GXMKhWkJFRrwqfvCQq